# Sunndalsøra
Sunndalsøra è un centro amministrativo della municipalità di Sunndal (Norvegia) nei pressi della foce del fiume Driva nel fiordo Sunndalsfjord.